# Falkenberg, Suedia

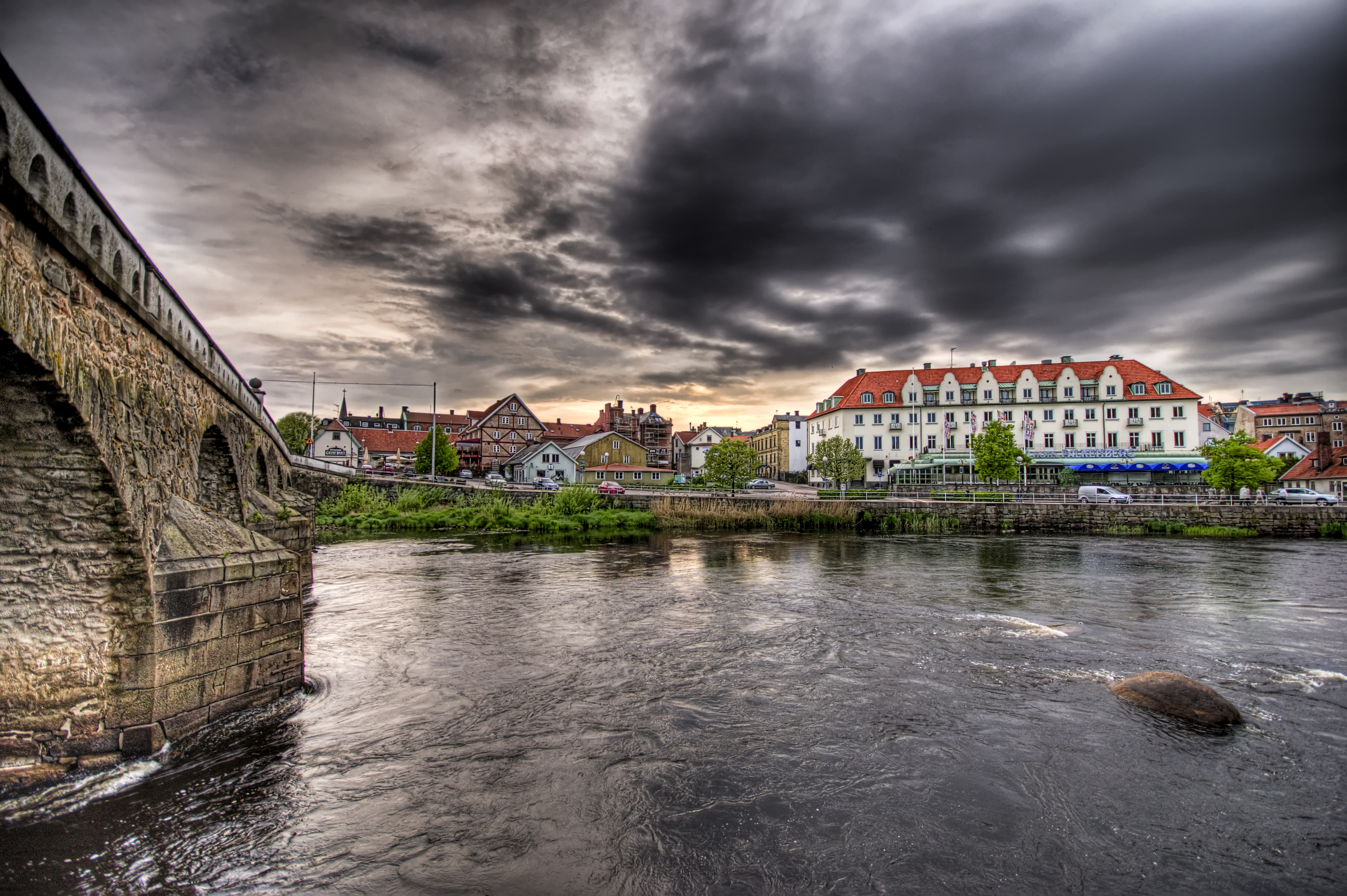
Hotelul Grand

Falkenberg este un oraș în Suedia.

## Demografie
| \| Evoluția demografică a zonei urbane Falkenberg, 1970–2015 \| Evoluția demografică a zonei urbane Falkenberg, 1970–2015 \| Evoluția demografică a zonei urbane Falkenberg, 1970–2015 \| Evoluția demografică a zonei urbane Falkenberg, 1970–2015 \| Evoluția demografică a zonei urbane Falkenberg, 1970–2015 \| \| --------------------------------------------------------------------------------------- \| --------------------------------------------------------- \| --------------------------------------------------------- \| --------------------------------------------------------- \| --------------------------------------------------------- \| \| An \| \| \| Locuitori \| \| \| 1970 \| 1970 \| \| 13.476 \| 13.476 \| \| 1975 \| 1975 \| \| 14.148 \| 14.148 \| \| 1980 \| 1980 \| \| 15.653 \| 15.653 \| \| 1990 \| 1990 \| \| 17.322 \| 17.322 \| \| 1995 \| 1995 \| \| 18.308 \| 18.308 \| \| 2000 \| 2000 \| \| 18.581 \| 18.581 \| \| 2005 \| 2005 \| \| 18.972 \| 18.972 \| \| 2010 \| 2010 \| \| 20.035 \| 20.035 \| \| 2015 \| 2015 \| \| 24.099 \| 24.099 \| \| Sursa: SCB - Statistika Centralbyrån, Folkmängden per tätort. Vart femte år 1960 - 2016 \| \| \| \| \| |      |  |           |        |
| Evoluția demografică a zonei urbane Falkenberg, 1970–2015 |      |  |           |        |
| An |      |  | Locuitori |        |
| 1970 | 1970 |  | 13.476    | 13.476 |
| 1975 | 1975 |  | 14.148    | 14.148 |
| 1980 | 1980 |  | 15.653    | 15.653 |
| 1990 | 1990 |  | 17.322    | 17.322 |
| 1995 | 1995 |  | 18.308    | 18.308 |
| 2000 | 2000 |  | 18.581    | 18.581 |
| 2005 | 2005 |  | 18.972    | 18.972 |
| 2010 | 2010 |  | 20.035    | 20.035 |
| 2015 | 2015 |  | 24.099    | 24.099 |
| Sursa: SCB - Statistika Centralbyrån, Folkmängden per tätort. Vart femte år 1960 - 2016 |      |  |           |        |